# 費耶特章克申 (阿肯色州)
費耶特章克申（英語：Fayette Junction）是位於美國阿肯色州華盛頓縣的一個非建制地區。該地的面積和人口皆未知。

## 地理
費耶特章克申的座標為36°02′30″N 94°10′50″W / 36.04167°N 94.18056°W，而該地的平均海拔高度為378米（即1240英尺）。